# تایکی ناکاشیما
تایکی ناکاشیما (انگلیسی: Taiki Nakashima؛ زادهٔ ۱۷ ژانویهٔ ۱۹۹۵) بازیکن فوتبال اهل ژاپن است.
از باشگاه‌هایی که در آن بازی کرده‌است می‌توان به باشگاه فوتبال ساگان توسو اشاره کرد.